# Hartwig Wichelmann
Hartwig Wichelmann (* 5. März 1612 in Lüneburg, Fürstentum Lüneburg; † 27. Februar 1647 in Königsberg) war ein deutscher aristotelischer Philosoph. Er wirkte als Rektor des Altstädtischen Gymnasiums und Dozent an der Albertus-Universität Königsberg in Königsberg.

## Leben
Wichelmann wuchs in Lüneburg auf. Sein Vater war Samuel Wichelmann, Rektor am Johanneum Lüneburg, seine Mutter Elisabeth Wippermann, die beide aus eingesessenen Lüneburger Bürgerfamilien stammten. Nach der Schulzeit in Lüneburg und einem Jahr am Gymnasium in Hamburg studierte er ab 1632 an der Albertus-Universität Königsberg mit einer Zwischenstation an der Universität Rostock und erhielt im April 1638 in Königsberg den Magistergrad. Er blieb an der Universität und hielt dort vielbeachtete philosophische Vorlesungen, bis er 1646 Rektor des dortigen Altstädtischen Gymnasiums wurde. 
Wichelmann legte den Grund für die philosophische Ausrichtung der Königsberger Universität, indem er dank seiner hervorragenden Griechischkenntnisse einen an den Originalschriften ausgerichteten Aristotelismus lehrte. In seiner Nachfolge standen Christian Dreier und Melchior Zeidler. Bevor er seine geplante Heirat vollziehen und eine in Aussicht stehende ordentliche Professur an der Universität antreten konnte, starb er mit 34 Jahren in Königsberg. Simon Dach verfasste daraufhin ein Gedicht zu Wichelmanns Ehren, in dem es heißt:
Wär auch der Weise von Stagir / Aus aller Welt verschwunden; / Man hätt’ in seinem Kopf allhier / Denselben wieder funden; / Und in der Grundsprach alles zwar / Er hielte nicht von denen, / Die sich leibeigen immerdar / zur Auslegung gewöhnen.

## Werke
- Doctrina metaphysica de sapientia prima de sex vulgo dictis conditionibus sapientia et de objectis ejus. Respondens Balthasar Frisius. Reusner, Königsberg 1641. (Dissertation Wichelmanns; Digitalisat der SLUB Dresden)
- Hartvici Wichelmanni Luneburgensis Philosophi quondam Regiomontani Clarissimi Analytica Sive doctrina De Demonstratione. Müller, Helmstedt 1679. (Digitalisat der HAB Wolfenbüttel)
- Dialectica Regiomontana, Hoc est, Compendium Topicorum Aristotelis (...). Müller, Helmstedt 1680. (Verfasser ist vermutlich Wichelmann; Digitalisat der HAB Wolfenbüttel)